# Schweizer Waserbirne (pera)
Schweizer Waserbirne (en España: 'Pera de agua suiza') es una variedad cultivar de pera europea Pyrus communis. Esta pera está cultivada en Suiza y en la Baja Austria y se utiliza principalmente como pera de elaboración de Perada. Las frutas tienen una carne de grano grueso, de color blanco amarillento, tiene un sabor dulce y un poco agrio.

## Sinonimia
- "Pera de agua suiza" en E.E. de Aula Dei (Zaragoza) España.[5][6]
- "Kugelbirne",
- "Glockenbirne",
- "Thurgauerbirne",
- "Späte Wasserbirne",
- "Doppelte Philippsbirne" en Alemania,
- "Doyenné Boussoch",
- "Doyenné Boussock",
- "Doyenné de Mérode",
- "Double Philippe",
- "Philippe Double,
- "Frühe Diel" en Suiza,
- "Nouvelle Boussoch",
- "Sommer Diel",
- "Beurré de Mérode-Westerloo",
- "Beurré de Westerloo",
- "Poire de Mérode" en Bélgica.

## Historia
Se dice que esta variedad de pera 'Schweizer Wasserbirne' proviene de una plántula casual que probablemente se originó en Suiza. Se menciona por primera vez en 1823 y está muy extendido en Suiza y especialmente en Württemberg. Solo se ha cultivado en la Baja Austria desde principios del siglo XX.

## Características

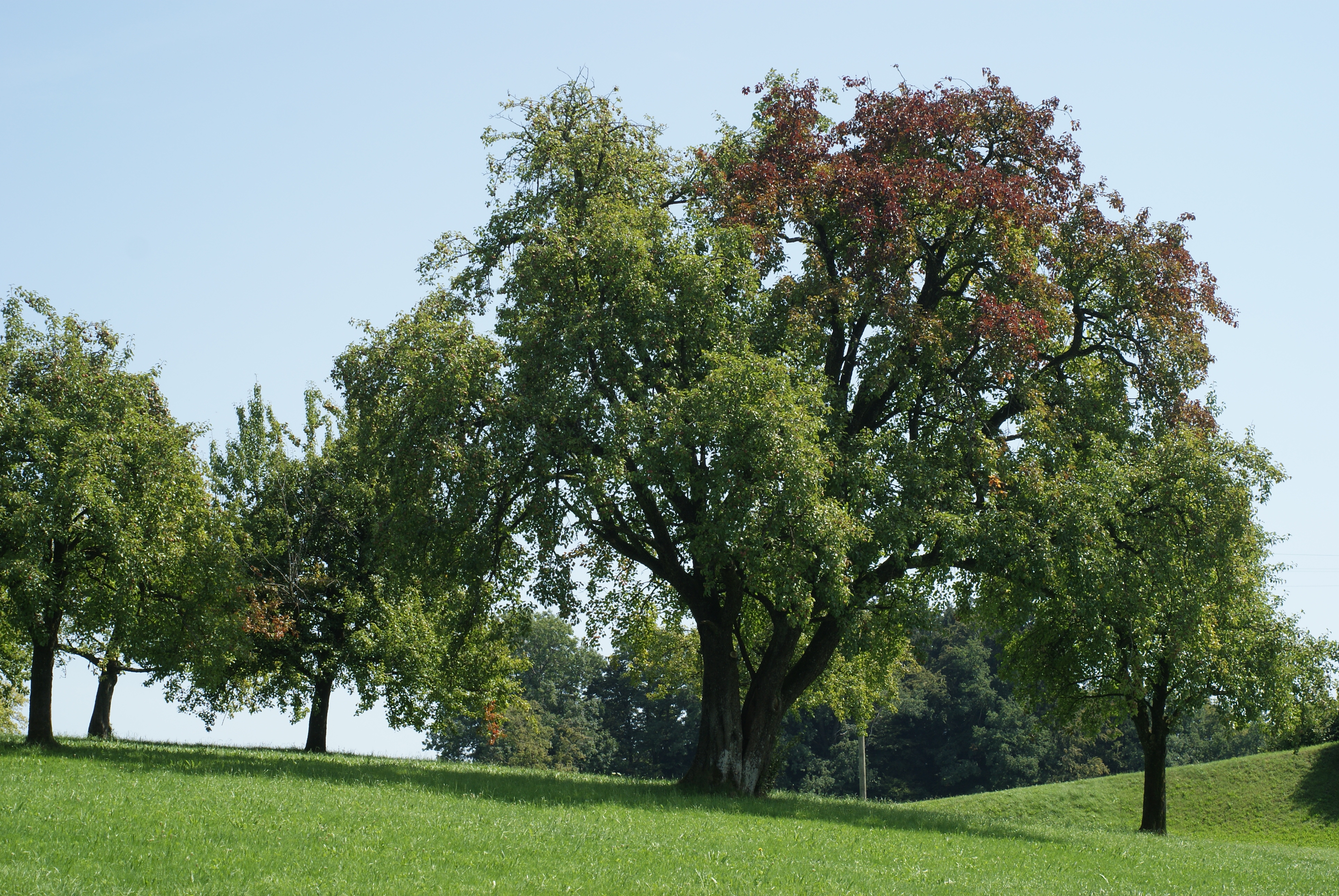
Ejemplar maduro de peral de la variedad 'Schweizer Wasserbirne'.

El peral de la variedad 'Schweizer Wasserbirne' es vigoroso, forma una copa grande. En tamaño y forma es similar a un roble, de ramas altas y esféricas y fuertes. Puede alcanzar una edad de 100 a 150 años. Da forma al paisaje, especialmente en los huertos. Las ramas principales son en su mayoría erguidas, las ramitas marrones, de piel algo plateada, con ojos puntiagudos. Las hojas son ovoides con una punta afilada o ligeramente sobresaliente, fuertes en el frente y solo aserradas sin rodeos en el tallo. El árbol prospera en todos los lugares y tipos de suelo, especialmente en altitudes más altas, donde los frutos se vuelven más ricos. Tiene un tiempo de floración con flores blancas que comienza a partir del 17 de abril con el 10% de floración, para el 24 de abril tiene una floración completa (80%), y para el 6 de mayo tiene un 90% caída de pétalos; tubo del cáliz mediano, en forma de embudo con conducto muy estrecho, y con estambres tupidos, que nacen inmediatamente encima de la base de los sépalos.
La pera 'Schweizer Wasserbirne' da frutos grandes, casi esféricos. Su piel suave es de color de fondo amarillo verdoso, en el lado soleado presenta un sobre color rojo lavado, descolorido a levemente rayado. Las manchas de color, y manchas de ruginoso-"russeting" se distribuyen por toda la fruta, "russeting" (pardeamiento áspero superficial que presentan algunas variedades) medio; pedúnculo fuerte, de longitud media, es de color marrón; cáliz completamente desarrollado y de color marrón, las puntas están dobladas hacia atrás, las hojas son grises y tomentosas. La carne de grano grueso, de color blanco amarillento, tiene un sabor dulce y un poco agrio. El contenido de azúcar alcanza los 60-70° Oechsle.
La pera de agua suiza comienza a madurar muy tarde, pero luego es un producto regular y rico. Da mucho mosto claro y ligero en la elaboración de perada. Es ligero y poco duradero. La fruta también se puede usar como postre de mesa, para secar en rodajas, y para cocinar. La variedad madura a mediados de octubre.

## Polinización
Como variedad triploide, es un pobre donante de polen. Su producción se verá favorecida por la presencia de variedades polinizadoras como 'Williams' Bon Chretien'.

## Susceptibilidades
La variedad es muy susceptible a la pudrición de la pera, pero solo levemente susceptible al fuego bacteriano.